# گری نیواند
گری نیواند (انگلیسی: Gary Neiwand؛ زادهٔ ۴ سپتامبر ۱۹۶۶) دوچرخه‌سوار اهل استرالیا است.
وی در مسابقات کشوری و بین‌المللی در مجموع برندهٔ ۶ مدال طلا، ۴ مدال نقره، ۳ مدال برنز شده‌است.